# Очаковский голубь
Очаковские — высоколётная порода голубей. Родина птиц город Очаков Николаевской области, Украина. 

## История
Точная история происхождения этой породы неизвестна. Она появилась в начале XX века. Получила распространение на всей территории Украины и за рубежом. 

### Внешний вид
Голуби по величине от мелких до крупных, окрас самый разнообразный. По экстерьеру Очаковский голубь отличается от других серпастых голубей.
- Общая длина тела: 30-32 см.
- Длина цевки: 3-5 см.
- Вес: 250—300 гр.
- Постановка тела наклонная на: 40-45 %.
- Форма туловища: Тонкое, удлинённое, яйцевидное.
- Голова: пропорциональна туловищу, узкая, округло-удлинённая, выразительная.
- Глаза: небольшие, золотисто-соломенные с жемчужным оттенком, жемчужные, цвета красного проса, у чисто белых — тёмно-коричневые, веки узкие, цвета топлёного молока.
- Клюв: средний, пропорционален размерам головы, имеет небольшую беловатую восковицу, плотно прилегающую к клюву, от белого, светло-серого цвета до чёрного.
- Длина клюва: 1,5-2 см.
- Шея: короткая, толстая, выпуклая.
- Грудь: широкая, выпуклая.
- Спина: выпуклая, прямая, удлинённая, составляет гармонично целое, без изломов, плавно переходящая в хвост.
- Корпус: удлинённый, лёгкий, хорошо развитый, посадка низкая.
- Крылья: лежат на хвосте. Маховые перья тонкие, широкие и упругие, плотно собранные или же с небольшим просветом.
- Длина крыла: 30 см. Но может быть длиннее или короче.
- Хвост: состоит из 12-16 перьев, плоский, удлинённый, рулевые перья широкие, упругие.
- Длина хвоста: 15-16 см.
- Ноги: крепкие, средней длины. Не оперённые, красно-бурого цвета, когти у тёмных голубей серые, у белых светлые.
- Оперение: густое, гладкое, плотно прилегающее к телу, матовое с блеском, мягкое, нежное на ощупь.